# لويز فريلاند جنكينز

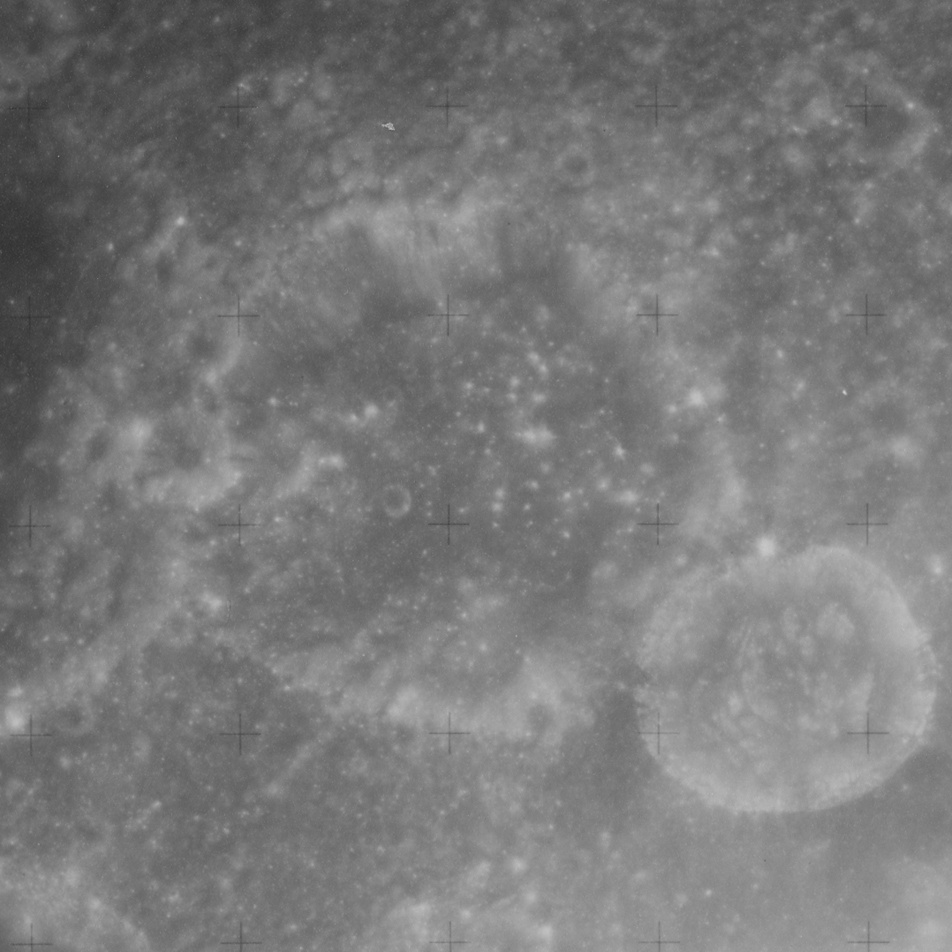
فوهة جينكيز كما صورتها بعثه أبولو 16

لويز فريلاند جنكينز (بالإنجليزية: Louise Freeland Jenkins)‏ (5 يوليو 1888- 9 مايو 1970) مدرسة وعالمة فلك أمريكية قامت بصنع فهرس للنجوم أكبر بعشر مرات من الشمس، كما قامت بتعديل البند الثالث لفهرس النجم الساطع.

## السيرة الذاتية

### النشأة والحياة المبكرة
ولدت جينكيز في فيتشبورغ، ماساتشوستس في 5 يوليو 1888. تخرجت عام 1911 من كلية مونت هوليكو. حصلت على ماجسيتر في علوم الفلك في عام 1917 من نفس المعهد. عملت جينكيز في الفترة ما بين عام 1913 إلى عام 1915 في مرصد أليغيني في بيتسبرغ. بينما عملت في الفرة ما بين عام 1915 إلى عام 1920 كمرشده في مونت هوليوك.
بحلول عام 1921، إنتقلت جينكيز للعيش في اليابان، حيث أصبحت مدرسة في كلية المسيحية للبنات، مدرسة راهبات. عادت جينكيز إلى الولايات المتحدة في عام 1925 بعد وفاة والدها. لم يمر سوى عام حتى عادت مرة أخرى للتدريس في مدرسة بمدينة هيميجي (مدرسة هيوموتو جاكون العليا للبنات).
في عام 1932، عادت مرة أخرى إلى الولايات المتحدة لتصبح عضو في مجلس إدارة مرصد جامعة يال. ومع بداية عام 1942، بدأت العمل كمحرر مساعد في المجلة الفلكية لتظل في هذا المنصب حتى عام 1958. صرحت جينكيز في إحدى مقابلاتها بأنها تشتاق لنمط العيش الياباني وبأنها تود زيارة اليابان مرة أخرى في حياتها.
إشتهرت جينكيز بأبحاثها على المدارات، ظاهرة التزيح والنجوم المتغيرة.

### المنشورات
- فرانك شليزنجر ولويز فريلاند جينكيز، فهرس النجم الساطع، الطبعة الثانية.
- لويز فريلاند جينكيز، أبحاث عن المدارات، ظاهرة التزيح والنجوم المتغيرة،مرصد جامعة ييل، نيو هافن، كونيتيكت، 1952. ملحق 1963.

## التكريم
تم تسمية فوهة جينكيز على سطح القمر بهذا الاسم تكريما لها على مجمل أعمالها وتخليدا لذكراها.

## وصلات خارجية
- Louise Freeland Jenkins 1911, including portrait image.
- Hinomoto Gakuen Senior High School
- Yale Bright Star Catalog
- Complete catalog from CDS (FTP)
- Online version of the catalog from VizieR